# Heja röda vita laget
Heja röda vita laget är en roman av den svenske författaren Erik Bengtson, utgiven på Författarförlaget 1975.
Romanen handlar om fotboll, närmare bestämt om Degerfors IF. Bengtson var aktiv i Norrstrands IF:s B-lag när han skrev romanen. Han antecknade, utan de andra spelarnas vetskap, repliker som yttrades kring matcherna och tog med dem i sin bok. Detta gav boken ett slags autenticitet och läsaren en inblick i fotbollsvardagen. Kritiker kallade boken för "den första äkta stora idrottsromanen".
Heja röda vita laget är en av titlarna i boken Tusen svenska klassiker (2009).

## Utgåvor
- Bengtson, Erik (1975). Heja röda vita laget (2. uppl.). Göteborg: Författarförl. Libris 7595981. ISBN 91-7054-153-1
- Bengtson, Erik (1977) (på obestämt språk). Heja röda vita laget. Enskede: TPB. Libris 11537298
- Bengtson, Erik (1993). Heja röda vita laget (3. uppl.). Stockholm: Fischer. Libris 7596457. ISBN 91-7054-692-4
- Bengtson, Erik. (2007). Heja röda vita laget. Enskede: TPB. Libris 12600117

### Fotnoter
1. ↑  ”Heja röda vita laget”. Libris.kb.se. http://libris.kb.se/hitlist?d=libris&q=Erik+Bengtson+Heja+r%C3%B6da&f=simp&spell=true&hist=true&p=1. Läst 3 februari 2013.
2. 1 2  Gradvall et al 2009, nr. 438